# Luz Cruz Tevez
Luz Rebeca Cruz Tevez (Cusco, 10 de octubre de 1973) es una psicóloga y política peruana. Fue congresista de la república desde 2018 hasta 2019, en reemplazo de Benicio Ríos Ocsa quien fue destituido.

## Biografía
Nació en la ciudad del Cusco, el 10 de octubre de 1973.
Cursó sus estudios primarias entre Maranura y Cusco y sus secundarios entre Maranura y Lima. Entre 1984 y 1999 estudió psicología en la Universidad Inca Garcilaso de la Vega. Asimismo, entre el 2011 y 2015 estudió derecho en la misma universidad obteniendo el grado de bachiller en derecho.
Entre el 2002 y el 2005 cursó una maestría en psicología de niños y adolescentes obteniendo el grado de magíster y entre el 2011 y el 2013 cursó los estudios de la maestría en Medio Ambiente y Desarrollo Sostenible. Su desarrollo profesional lo realizó entre el sector privado y público.

## Trayectoria Política
Entre el 2005 y 2009 fue miembro del Partido Popular Cristiano. En el 2013 se inscribió en el partido Alianza para el Progreso de César Acuña.
Postuló sin éxito la alcaldía de la provincia de La Convención en las elecciones del 2010 y en las elecciones del 2014.
Postuló al Congreso de la República en las elecciones parlamentarias del 2016 por Cusco y solo quedó como suplente de Benicio Ríos Ocsa.

### Congresista de la República
En abril del 2018, el juez Jimmy Manchego del Cuarto Juzgado Penal Unipersonal de Cusco sentenció a siete años de cárcel a Benicio Ríos Ocsa. Esta sentencia fue, en el mes de mayo, ratificada por la Corte Superior del Cusco. El 23 de agosto de 2018 fue vacado de su cargo de congresista debido a esta sentencia penal por colusión agravada.
Cruz fue convocada por el Jurado Nacional de Elecciones y finalmente juró en septiembre del 2018 como congresista accesitaria para completar el periodo parlamentario 2016-2021. Tras la disolución del Congreso de la República decretado por el presidente Martín Vizcarra, su cargo congresal llegó a su fin el 30 de septiembre del 2019.